# Pablo Jubany
Jubany es un artista argentino de música pop.

## Historia
Jubany comenzó su carrera como músico solista de pop rock en agosto de 2000 con un concierto en la Sala Lavardén de su ciudad natal, Rosario. Se trataba de un espectáculo vistoso, con especial hincapié en el vestuario, el maquillaje y los gestos teatrales. En el aspecto musical, el recital estaba compuesto por un conjunto de canciones originales con claras influencias del glam rock y el indie inglés, ejecutadas por un eficiente grupo de músicos, de los cuales sólo dos (Franco D'Ignoti y Juan Oliva) permanecieron en la encarnación definitiva (o más duradera) de la banda. Este evento resultó muy exitoso en su objetivo de llamar la atención de los medios y los aficionados locales (reuniendo 150 espectadores, todo un triunfo para un número debutante), no sin la ayuda de unos cuantos afiches estratégicamente colocados en la ciudad, que mostraban a Jubany en una actitud provocativa, manifestando a través de su aspecto su clara afiliación glam.
A pesar de esto, esta aparición constituyó un hecho aislado que no encontró continuidad si no hasta 2002 (dejando de lado un puñado de ensayos con público realizados durante el año mediante).
Durante 2001 Pablo Jubany (tal es su nombre completo) comenzó a grabar el demo de un posible primer disco, con la idea de venderle el proyecto a alguna compañía discográfica. Estas sesiones, para las que fueron convocados alrededor de quince músicos, se extendieron por un período de dieciocho meses, en parte debido a distintas dificultades técnicas como humanas (D'Ignoti se alejó temporalmente de la banda y las grabaciones mediando este lapso) como así también a la meticulosidad de Jubany a la hora de grabar y mezclar distintos instrumentos. El resultado es un disco/demo ambicioso, comprometido y singular en su producción artística, pero plagado de imperfecciones técnicas, las cuales dificultan su audición.
Sobre el final de estas sesiones, y con una formación más pequeña y ajustada compuesta por D'Ignoti, ‘JAE’ en batería y el técnico de grabación del demo, Rubén Perucca, en bajo, Jubany comenzó la serie de conciertos más regular hasta el día de hoy en su ciudad de origen. Estas se extendieron hasta principios de 2004, cuando Jubany emigró hacia la Capital Federal, llevándose consigo el proyecto.
Previo a esto, en diciembre de 2003, fueron editados el simple No Puedo Evitar y el disco Maquetas que, tal como su título lo indica, contenía los demos grabados por Perucca ordenados con secuencia de álbum. El simple gozó de una distribución acotada y agotó sus 300 copias sin reposición, mientras que el disco nunca superó su condición promocional.

Hasta su regreso en 2006, Jubany intentó infructuosamente completar el proyecto al que había dado comienzo con la grabación del demo de 2001, buscando compañías que financien la grabación y la edición de su primer disco. Aun así, la aparición del mánager Jorge Pelliza permitió que Jubany presente su show con cierta regularidad en varios locales capitalinos. Los recitales que se realizaron en Buenos Aires resultaron los últimos de la formación más roquera de la banda, ya que a finales de 2005 se reincorporó Oliva en piano y sintetizador, lo cual llevó al grupo a sus raíces pop nuevamente.

El regreso de Pablo Jubany y su banda a los escenarios Rosarinos (mientras continuaban trabajando regularmente en los porteños) volvió a caracterizarse por la poca frecuencia y el marco de "evento" de sus presentaciones. A pesar de esto, estas pocas apariciones constituyeron momentos remarcables. En mayo de 2006, compartieron cartel, en el contexto de un festival benéfico, con Divididos, Los Auténticos Decadentes y los locales Sinapsis ante una audiencia de 1600 personas. Con Perucca en la guitarra acústica, dando paso a Álvaro Ruiz en bajo, la banda se presentó en julio como sexteto en el desaparecido bar Kasa Enkantada -el cual se caracterizaba por su clima under y la precariedad y espontaneidad de sus recitales- con un deliberadamente exagerado despliegue de vestuario y luces computarizadas, en claro contraste a lo que el público habitual del local estaba acostumbrado a ver. Este evento volvió a contar con una especial dedicación por parte de Jubany (acompañado esta vez en sus esfuerzos por Pelliza y Álvaro Ruiz) en materia de promoción, lo cual renovó el interés de los rosarinos por su propuesta.
Continuando con esta línea de trabajo, Jubany volvió a la Sala Lavardén en diciembre de 2006. En una versión madura, pulida y redimensionada de aquel show de 2000, el artista y su banda (en este caso con Franco Callaci en reemplazo de Perucca) lograron el pico artístico de su carrera. Quizás el mayor espectáculo de la historia del rock rosarino, el concierto contó con una sección de cuerdas y vientos (lo cual llevaba al número de músicos sobre el escenario a diez), como así también con un enorme despliegue de luces móviles y proyecciones audiovisuales a cargo de Gabriel Otero. Como en los casos del primer show de Lavardén y aquel de Kasa Enkantada, el evento ganó mucha atención de los medios y el público, ya que fue acompañado por una gran promoción en radios y diarios locales. También como en los casos anteriores, estos esfuerzos no fueron sostenidos, por lo que sus resultados volvieron a desvanecerse rápidamente.
El último año fue el de menor grado de actividad para Jubany y su banda desde el comienzo de su carrera. Dejando de lado un intento fallido de llevar el mega espectáculo de 2006 al espacio Galpón 11 de la Municipalidad de Rosario y un remarcable recital camarístico en Planeta X (además de algunas presentaciones en Buenos Aires), el grupo brilló por su ausencia. En diciembre de 2007 finalmente vieron la luz pública las grabaciones de 2001, en forma de álbum doble: Volumen 1 y Volumen 2, recopilaban, respectivamente, el material más pop y más vanguardista de aquellas. Aunque fue anunciada su aparición física, estos discos sólo fueron publicados en internet (durante su breve estadía en myspace llegaron a las 900 descargas) y, junto al DVD que registra el show de 2006 en la Lavardén dirigido por Otero, todavía están siendo esperados por los aficionados.

Según Jubany anunció en su fotolog, el lanzamiento de estas grabaciones compondría la reestructuración de su repertorio, por lo que se espera que durante el transcurso de este año se den a conocer nuevas canciones por primera vez en más de cuatro años. Por lo que trasluce de sus palabras, Jubany planea presentar un material aún más pop, consolidando a través de éste la formación definitiva de su banda, al tiempo que abandonaría en parte su postura "solista".

## Características e influencias
Las características más sobresalientes de la carrera de Jubany son la ambición y la inconstancia. Estos dos factores han funcionado como fuerzas de contrapeso en el mecanismo del proyecto, manteniéndolo en un estado de permanente promesa inconclusa. La atención que genera cada una de las esporádicas apariciones de Jubany y su banda demuestran que existe un público que disfruta de su propuesta, pero que a su vez no ve satisfecha su demanda.

Desde su primera aparición importante en 2000, Jubany ha remitido claramente, a partir de su impronta y la teatralidad de sus espectáculos, al período glam de David Bowie. Las comparaciones en foros de internet han sido cuantiosas y muy críticas en varias oportunidades. (durante un largo período, el discurso de la banda se basó en la distancia y la vanidad, lo cual también colaboró en el distanciamiento de muchos aficionados potenciales. Otras influencias notables en el aspecto musical son Suede y The Smiths. Quizás aún más que Bowie, estas bandas inglesas resultaron determinantes en la obra de Jubany.
El demo grabado en 2001 constituye una experiencia auditiva interesante ya que, además del valor individual de las canciones que lo componen, está construido con ínfulas de obra conceptual, al menos en lo que a su desarrollo musical se refiere. "Alevare" y "Ella Sabe" hacen las veces de apertura y cierre, respectivamente, y resultan muy ilustrativos de las características ampulosas del repertorio. Parcialmente basado en el "Introducing The Band" de Suede, "Alevare" es una especie de monólogo incongruente que se desarrolla sobre una base musical futurista y consistente, sentada sobre una repetitiva -aunque atractiva- línea de bajo. El comienzo del tema, con su fanfarria orquestal, deja ver claramente el carácter de toda la obra. "Ella Sabe", por su parte, compone, con sus reminisencias a "Life On Mars?" de Bowie, un final grandilocuente a la altura de las circunstancias.

En el resto del repertorio predominan las guitarras de Franco D'Ignoti, el miembro más longevo -y quizás el más importante- de la banda. Gran parte del sonido de Jubany gira alrededor de su estilo atravesado por Bernard Butler y Johnny Marr. Sus ejecuciones son el más claro hilo conductor entre las canciones y junto a la voz de Pablo Jubany determinan la estética musical de la propuesta. Temas como "Sin Saber", "Níña" o "Punkie" parecen estar compuestos para explotar el costado "Marr" de D'Ignoti, mientras que "Oda a La Desesperanza" o "No Puedo Evitar" dejan ver la influencia de Butler.

Siendo el piano el primer instrumento al que Pablo Jubany puso su atención como estudiante, es natural también que Juan Oliva sea un importante protagonista de la banda. Tal como puede oírse en "Sé Que No" y "Ella Sabe", el piano de Oliva es otra de las características más notables y en la que puede notarse la influencia musical de Bowie y Mike Garson, ya que aquel es una de los pocos intérpretes de este instrumento dentro del ámbito del rock local que posee profundos conociemientos académicos. Similar es el caso de JAE y Álvaro Ruiz, dos músicos consumados, más cerca del profesionalismo que del ámbito amateur. Gracias a ellos es que "Jubany" resulta una banda impecable en vivo, sobresaliente -al menos en lo que se refiere a contundencia y prolijidad- por encima de la media de las bandas del circuito under. Ruiz y JAE son los que le permiten a la banda salir airosa de sus momentos más eclécticos ("Yo Soy" o los distintos covers que han aparecido en el repertorio a lo largo de los años). 
En 2005 Jubany compuso Traidores, una canción de dos minutos y medio en la cual se concentra, letrística y musicalmente, casi todo lo importante de su repertorio hasta ese momento (sacrificando quizás, los elementos más profundos y artísticos del grueso de su obra). Con el fin de apoyar su promoción se editó un videoclip para ser difundido a través de YouTube. Con aun mayor vocación de hit que "No Puedo Evitar" o "Niña", esta canción (que puede oírse junto a algunas otras en el myspace de la banda) constituye una especie de ráfaga pop guitarrístico -con estribillos pegadizos y todo- a partir de la cual se estima que Jubany construirá todo un nuevo repertorio, ya que todo indica que este tema constituyó un punto de inflexión, quizás el tema que la banda estuvo buscando desde sus comienzos.

### Shows en vivo
Quizás uno de los motivos de lo escasas de las apariciones en vivo de la banda tengan que ver con lo gradilocuente de las mismas. A pesar de haber realizado una serie más o menos sostenida de presentaciones tanto en Rosario como en Buenos Aires, también es posible que el supuesto funcionamiento de solista-con-banda haya atentado muchas veces contra la continuidad de los recitales.

A pesar de todo esto, estos shows siempre constituyeron experiencias interesantes, ya que además de las siempre impecables e intensas performances de la banda, resultan espectáculos muy ricos visualmente hablando. Jubany es -además de un vocalista correcto y comprometido- un performer consumado, dentro de su estilo. La teatralidad de sus gestos sostiene en gran parte el desarrollo de los recitales, los cuales consisten en una sucesión ininterrumpida de canciones, casi siempre interpretadas con una efervescencia aun mayor que la de las versiones grabadas.

Jubany y su banda han realizado conciertos con versiones modificadas de los temas en diversas oportunidades. En 2007, con una formación de piano, guitarra, violín y voz, realizaron un recital de tipo camarístico en Planeta X, Rosario, como así también llevaron a cabo un electroset (sampler, guitarra, bajo, scratch y voz) en el local Waimea.

## Pablo Jubany
Nació el 5 de agosto de 1980 en Rosario, Argentina. Sus inclinaciones artísticas se manifestaron tempranamente y en 1990 comenzó sus estudios de piano; entre sus maestros se destaca el ganador del Grammy Octavio Brunetti, quien a sus vez grabó en las sesiones de su demo de 2001. Durante los 90 formó parte de diversas agrupaciones musicales ejecutando piano o saxo. En 1997 comenzó a proyectar su carrera solista, aunque no fue hasta 2000 que encontró su forma definitiva. En 2003, junto a Franco De Bonis de La Forma y Franco Zacarías fundó la productora Low, a través de la cual editó "Maquetas" y "No Puedo Evitar". En 2004, por sugerencia de su mánager, abandonó su primer nombre a la hora de presentarse como músico de rock, lo cual comenzó a allanar el camino para la constitución más "grupal" de su proyecto. En 2007 su interpretación de "Absent Friends" de Neil Hannon fue incluido en el compilado "Casi Acústicos" del programa radial Más Tarde Que Nunca junto a Degradé, Estelares, Los Sucesores de la Bestia y Pity Álvarez, entre otros
Además de su proyecto personal, Jubany colaboró como instrumentista con La Forma, Sinapsis, Los Habitantes del Aire, Los Hermanos Amadeo y los espectáculos de tango Borges; Tango y Cambalache y Uno con los cuales se presentó en el Festival Internacional de Tango de Granada en 1999 y 2001, respectivamente. En 2006 grabó junto a Álvaro Ruiz y "Mú" Sánchez un disco de estándares de jazz.

## Miembros
- Franco D'Ignoti - guitarra
- JAE - batería
- Pablo Jubany - voz, saxo, guitarras, sintetizadores
- Juan Oliva - piano, sintetizadores
- Álvaro Ruiz - bajo, coros

### Miembros pasados
- Oscar Casá - bajo (desde 2000 hasta 2002)
- Claudio Funes - batería (desde 1999 hasta 2001)
- Rubén Perucca - bajo, guitarra acústica, coros (desde 2002 hasta 2006)
- Pablo Skorpanich - bajo (desde 1999 hasta 2000)

### Algunos músicos invitados
- Rodrigo Alderete - flauta traversa ("Maquetas")
- Martín Arias - guitarra FX ("Traidores"), bajo (electroset, 11/07)
- Octavio Brunetti - piano (simple "No Puedo Evitar")
- Franco Callaci - sintetizadores, guitarra acústica (Sala Lavardén, 12/06)
- DJ ADN - scratch (electroset, 11/07)
- Charles Egg - sintetizadores ("Traidores")
- Javier Gómez - violín ("Maquetas")
- Andrés Mantello - violín (chaberset, 10/07)
- Aldo Ravizzini - batería (simple "No Puedo Evitar")
- Nicolás "Mú" Sánchez - guitarra rítmica ("Traidores")
- Teby - saxo (Sala Lavardén, 12/06)

## Discografía

### Álbumes
- Volumen 1 (streaming) - 2007
- Volumen 2 (streaming) - 2007

### Sencillos
- No Puedo Evitar - 2003

### Otros
- Maquetas - 2003 (promo)